# Myriad (CIWS)
Myriad was een Italiaans nabijheidsverdedigingssysteem voor marineschepen tegen antischeeps- en geleide raketten.
Het werd ontwikkeld door een consortium van OTOBreda (nu OTO-Melara), Oerlikon Contraves Italiana, Elsag en Selenia, allen Italiaanse bedrijven.
Het Myriad-systeem werd echter nooit verkocht of in gebruik genomen.

## Systeem
Myriad was ingebouwd in een 360° draaibare toren.
Het systeem vertrok van het idee dat een inkomende raket ongeacht de snelheid of wendbaarheid maar een beperkt aantal mogelijkheden had om het schip aan te vallen.
Het vuurcontrolesysteem van Elsag voorspelde op basis van de bekende aerodynamische eigenschappen van raketten waar de raket zich zou bevinden als deze zich op een afstand van 500 tot 1000 meter bevond.
Met haar zeer hoge vuursnelheid verzadigde Myriad dan deze plaats.

## Wapen
Myriad vuurde met twee Oerlikon KBD 25mm zevenloopssnelvuurkanonnen met een gezamenlijke vuursnelheid van 10.000 schoten per minuut.
Die werden gevoed door vier magazijnen met 2000 patronen.

## Munitie
De kanonnen van Myriad konden verschillende typen munitie vuren:
| Type   | Omschrijving                                      | Gewicht | Loopsnelheid |
| ------ | ------------------------------------------------- | ------- | ------------ |
| HEI    | Hoogexplosief brandstichtend                      | 230g    | 1160 m/s     |
| APDS-T | pantserdoorborend met losse manchet en lichtspoor | 156g    | 1285 m/s     |
| AMPDS  | Pantserdoorborend met losse manchet               | 190g    | 1270 m/s     |
| FAPDS  | Frangible pantserdoorborend met losse manchet     | 190g    | 1285 m/s     |